# چرخ‌های زئوس
چرخ‌های زئوس (به انگلیسی: Wheels of Zeus) نام یک کمپانی است که در سال ۲۰۰۲ توسط یکی از بنیان گذاران کمپانی اپل به نام استیو وزنیاک نیز تأسیس شده بود. این کمپانی سازنده دستگاه بی‌سیم برای ردیابی مکان فیزیکی اشیاء فعال می‌باشد.
در مارس ۲۰۰۶ شرکت چرخ‌های زئوس تعطیل شد.